# Modello gravitazionale del commercio
Il modello gravitazionale del commercio è un modello economico in base al quale si possono predire i flussi commerciali, in relazione alla dimensione economica dei Paesi e alla loro prossimità geografica.

## Storia
Questo modello si basa sull'evoluzione delle teorie di Johann Heinrich von Thünen, che per primo cercò di superare l'astrattismo delle teorie economiche, mettendo in evidenza l'importanza della localizzazione. Questo concetto fu poi ripreso e sviluppato da altri economisti come Alfred Weber, Walter Christaller, August Lösch. Il modello matematico fu introdotto per la prima volta da Walter Isard nel 1954, che elaborò il concetto di "potenziale di reddito" nell'ambito dell'economia internazionale, basandosi sull'idea di "gravitazione demografica" introdotta da Stewart nel 1941. Analogamente, il lavoro di Stewart sul "potenziale di popolazione" del 1947 ebbe un impatto significativo su Chauncy Harris, il quale, nel 1954, propose il concetto economico di "potenziale di mercato".
Nella sua teoria Isard riafferma l'aspetto centrale della teoria di Alfred Weber, ossia la centralità del fattore distanza geografica in ambito commerciale. Il trasporto diventa un elemento legato alla produzione e di conseguenza la distanza acquista un ruolo centrale nella massimizzazione del profitto.